# Regularización de Tíjonov

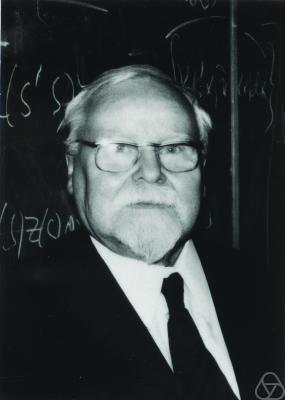
Andrey Nikolayevich Tychonoff en 1975

La regularización de Tíjonov es el método de regularización usado más comúnmente. En algunos campos, también se conoce como regresión de arista.
En su forma más simple, un sistema de ecuaciones lineales mal determinado:

{\displaystyle A\mathbf {x} =\mathbf {b} },

donde {\displaystyle A} es una matriz de dimensiones {\displaystyle m\times n}, {\displaystyle x} es un vector vertical con {\displaystyle n} celdas y {\displaystyle b} es otro vector vertical con {\displaystyle m} celdas, es reemplazado por el problema de encontrar un {\displaystyle x} que minimice

{\displaystyle \|A\mathbf {x} -\mathbf {b} \|^{2}+\alpha ^{2}\|\mathbf {x} \|^{2}}

dado un factor de Tíjonov {\displaystyle \alpha >0} elegido apropiadamente. La expresión {\displaystyle \left\|\cdot \right\|} representa la norma euclídea. Su uso mejora el condicionamiento del problema, posibilitando su solución por métodos numéricos. Una solución explícita, denotada {\displaystyle {\hat {x}}}, es la siguiente:

{\displaystyle {\hat {x}}=(A^{T}A+\alpha ^{2}I)^{-1}A^{T}\mathbf {b} }

donde {\displaystyle I} es la matriz identidad {\displaystyle n\times n}. Para α = 0, esto se reduce al método de mínimos cuadrados, siempre que (ATA)-1 exista.

## Interpretación bayesiana
Aunque en principio la solución propuesta pueda parecer artificial, y de hecho el parámetro {\displaystyle \alpha } tiene un carácter algo arbitrario, el proceso se puede justificar desde un punto de vista bayesiano. Nótese que para resolver cualquier problema indeterminado se deben introducir ciertas restricciones adicionales para establecer una solución estable. Estadísticamente se puede asumir que a priori sabemos que  {\displaystyle x} es una variable aleatoria con una distribución normal multidimensional. Sin pérdida de generalidad, tomemos la media como 0 y asumamos que cada componente es independiente, con una desviación estándar {\displaystyle \sigma _{x}}. Los datos de {\displaystyle b} pueden tener ruido, que asumimos también independiente con media 0 y desviación estándar {\displaystyle \sigma _{b}}. Bajo estas condiciones, la regularización de Tíjonov es la solución más probable dados los datos conocidos y la distribución a priori de {\displaystyle x}, de acuerdo con el teorema de Bayes. Entonces, el parámetro de Tíjonov viene dado por {\displaystyle \alpha ={\frac {\sigma _{b}}{\sigma _{x}}}}...

## Regularización de Tíjonov generalizada
Para distribuciones normales multivariadas de {\displaystyle x} y su error, se puede aplicar una transformación a las variables que reduce el problema al caso anterior. Equivalentemente, se puede minimizar
{\displaystyle \|Ax-b\|_{P}^{2}+\alpha ^{2}\|x-x_{0}\|_{Q}^{2}\,}
donde {\displaystyle \left\|x\right\|_{P}} es la norma con peso {\displaystyle x^{T}Px}. En la interpretación bayesiana, {\displaystyle P} es la matriz de covarianza invertida {\displaystyle b}, {\displaystyle x_{0}} es el valor esperado de {\displaystyle x}, y {\displaystyle \alpha Q} es la matriz de covarianza invertida de {\displaystyle x}.
Esta expresión se puede resolver explícitamente mediante la fórmula
{\displaystyle x_{0}+(A^{T}PA+\alpha ^{2}Q)^{-1}A^{T}P(b-Ax_{0}).\,}